# 마쓰카와정
마쓰카와정(일본어: 松川町 마쓰카와마치[*])은 일본 나가노현 시모이나군 최북단에 있는 정이다. 주요 산업은 공업과 농업이다. 특히 배, 사과 등 과수 재배가 번성한다.

## 지리
이나 골짜기 중부에 위치한다. 정역은 동서로 홀쭉하고 동쪽은 이나 산지, 서쪽은 기소산맥에 이른다. 정의 중앙을 덴류강이 종단한다.

## 역사
- 1956년 9월 20일 - 오시마촌과 가미이나군 가미카타기리촌이 합병해 성립하였다.
- 1959년 4월 1일 - 이쿠타촌을 편입하였다.

## 인구
| 연도 | 인구   | ±%     |
| ---- | ------ | ------ |
| 1940 | 11,042 | —      |
| 1950 | 13,431 | +21.6% |
| 1960 | 12,595 | −6.2%  |
| 1970 | 12,411 | −1.5%  |
| 1980 | 13,108 | +5.6%  |
| 1990 | 13,422 | +2.4%  |
| 2000 | 14,070 | +4.8%  |
| 2010 | 13,678 | −2.8%  |

## 교통

### 철도
- 도카이 여객철도 이다선

### 도로
- 주오 자동차도
- 국도 153호선